# Vitmönstrad seglare
Vitmönstrad seglare (Aeronautes montivagus) är en fågel i familjen seglare.

## Utseende och läte
Vitmönstrad seglare är en rätt distinkt medelstor seglare med något kluven stjärt. Fjäderdräkten är övervägande svart med vit strupe och ett vitt band tvärs över nedre delen av buken. De vita spetsarna på stjärten som gett arten dess engelska namnet White-tipped Swift är svåra att se. Närbesläktade andinsk seglare har längre och mer lieformade vingar, djupare kluven stjärt och mer vitt på bröstet. 

## Utbredning och systematik
Vitmönstrad seglare delas in i två underarter med följande utbredning:
- Aeronautes montivagus montivagus – lokalt från Colombia till norra Venezuela och västra Bolivia
- Aeronautes montivagus tatei – tepui-platåerna i södra Venezuela och nordligaste Brasilien

## Levnadssätt
Vitmönstrad seglare påträffas ofta i småflockar på rätt hög höjd, på mellan 1300 och 2700 meters höjd, högre än exempelvis mindre svalstjärtsseglare. Den ses flyga över en rad olika miljöer, både skog och torrare och mer öppna områden, sällan tillsammans med andra seglararter.

## Status och hot
Arten har ett stort utbredningsområde, men tros minska i antal, dock inte tillräckligt kraftigt för att den ska betraktas som hotad. Internationella naturvårdsunionen IUCN listar arten som livskraftig (LC).